# По (град)
По (фр. Pau) град је у југозападној Француској у региону Аквитанија, у департману Атлантски Пиринеји. По подацима из 2006. године број становника у месту је био 83.903.
По се налази северно од Пиринеја који су удаљени 50 километара, и око 100 километара источно од Атлантског океана.
Историјски, По је главни град региона Беарн (Béarn). У центру града налази се велики замак (Château de Pau) који је познат као место где је рођен краљ Анри IV.

## Географија

### Клима
| Клима (По)                  | Клима (По)   | Клима (По)  | Клима (По)   | Клима (По)    | Клима (По)   | Клима (По)   | Клима (По)   | Клима (По)   | Клима (По)   | Клима (По)   | Клима (По)    | Клима (По)   | Клима (По)       |
| Показатељ \ Месец           | .Јан.        | .Феб.       | .Мар.        | .Апр.         | .Мај.        | .Јун.        | .Јул.        | .Авг.        | .Сеп.        | .Окт.        | .Нов.         | .Дец.        | .Год.            |
| --------------------------- | ------------ | ----------- | ------------ | ------------- | ------------ | ------------ | ------------ | ------------ | ------------ | ------------ | ------------- | ------------ | ---------------- |
| Апсолутни максимум, °C (°F) | 24,5 (76,1)  | 27,8 (82)   | 31,0 (87,8)  | 30,8 (87,4)   | 34,1 (93,4)  | 38,1 (100,6) | 39,2 (102,6) | 39,9 (103,8) | 36,3 (97,3)  | 34,0 (93,2)  | 27,1 (80,8)   | 27,2 (81)    | 41,2 (106,2)     |
| Средњи максимум, °C (°F)    | 11 (52)      | 12,2 (54)   | 15,2 (59,4)  | 16,9 (62,4)   | 20,6 (69,1)  | 23,6 (74,5)  | 25,8 (78,4)  | 26 (79)      | 23,8 (74,8)  | 19,9 (67,8)  | 14,3 (57,7)   | 11,6 (52,9)  | 18,4 (65,1)      |
| Просек, °C (°F)             | 6,6 (43,9)   | 7,4 (45,3)  | 10 (50)      | 11,9 (53,4)   | 15,7 (60,3)  | 18,8 (65,8)  | 20,7 (69,3)  | 20,7 (69,3)  | 18,2 (64,8)  | 14,8 (58,6)  | 9,8 (49,6)    | 7,2 (45)     | 13,5 (56,3)      |
| Средњи минимум, °C (°F)     | 2,1 (35,8)   | 2,5 (36,5)  | 4,8 (40,6)   | 6,9 (44,4)    | 10,7 (51,3)  | 13,8 (56,8)  | 15,6 (60,1)  | 15,5 (59,9)  | 12,6 (54,7)  | 9,6 (49,3)   | 5,3 (41,5)    | 2,8 (37)     | 8,6 (47,5)       |
| Апсолутни минимум, °C (°F)  | −15 (5)      | −17,5 (0,5) | −8,9 (16)    | −6 (21)       | −1,3 (29,7)  | 3,6 (38,5)   | 1,5 (34,7)   | 1,7 (35,1)   | −1 (30)      | −2,4 (27,7)  | −9,6 (14,7)   | −12,6 (9,3)  | −18,8 (−1,8)     |
| Количина падавина, mm (in)  | 94,4 (37,17) | 83,3 (32,8) | 85,4 (33,62) | 112,1 (44,13) | 98,7 (38,86) | 77 (30,3)    | 56,7 (22,32) | 67,5 (26,57) | 78,9 (31,06) | 99,7 (39,25) | 116,9 (46,02) | 98,2 (38,66) | 1.068,9 (420,83) |
| [ тражи се извор ]          |              |             |              |               |              |              |              |              |              |              |               |              |                  |

## Демографија
| 1962.  | 1968.  | 1975.  | 1982.  | 1990.  | 1999.  | 2006.  | 2011.  |
| ------ | ------ | ------ | ------ | ------ | ------ | ------ | ------ |
| 59.937 | 74.005 | 83.498 | 83.790 | 82.157 | 78.732 | 83.903 | 79.798 |

## Партнерски градови
- Гетинген
- Сетубал
- Сарагоса
- Пистоја
- Кофу
- Свонзи
- Daloa
- Си'ан